# Carne y arena
Carne y arena (em inglês: Flesh and Sand; no Brasil, Carne e Areia) é um filme em curta-metragem estadunidense de 2017 dirigido e escrito por Alejandro González Iñárritu, resultado de um projeto de realidade virtual. Estrelado por Hector Luis Bustamante, foi exibido no Festival de Cannes 2017 em 17 de maio. A obra rendeu a Iñárritu o Oscar de realização especial na edição de 2018.

## Elenco
- Hector Luis Bustamante
- Omar Castaneda
- Toy Lei